# Renovador de l'Església
Renovador de l'Església és un títol donat a algunes persones per l'Església Luterana al seu calendari de sants. Es dona a aquelles persones que mitjançant la seva vida o activitat han contribuït significativament al desenvolupament i la renovació de l'església cristiana. Als calendaris d'una o més esglésies luteranes figuren amb aquest títol:
- Johann Konrad Wilhelm Löhe, commemorat el 2 de gener
- Antoni Abat i Pacomi de Tabenna, fundadors del monasticisme, commemorats el 17 de gener
- Martí Luter, iniciador de la Reforma Protestant, el 18 de febrer
- John Wesley i Charles Wesley, el 2 de març
- Hans Nielsen Hauge, el 29 de març
- Olaus Petri i Laurentius Petri, el 19 d'abril
- Juliana de Norwich, mística, el 8 de maig
- Nicolaus Ludwig Zinzendorf, el 9 de maig
- Joan Calví, el 27 de maig
- Columba, Aidan de Lindisfarne i Beda el Venerable, el 9 de juny
- Philipp Melanchthon, el 25 de juny
- Santa Brígida de Suècia, el 23 de juliol
- Nikolai Frederik Severin Grundtvig, el 2 de setembre
- Francesc d'Assís, el 4 d'octubre
- Teresa de Jesús, el 15 d'octubre
- Joan de la Creu, el 14 de desembre
- Katharina von Bora, esposa de Martí Luter, el 20 de desembre